# اگریوپاس
اگریوپاس یک نویسنده یونان باستان است که پلینیوس در نوشته‌هایش به نام او اشاره کرده است. او یک نویسنده و حسابدار قهرمانان المپیک معروف به المپیونیکائه بوده که تاریخ زندگی او ناشناخته است.
در کتاب اساطیری گرگینه نیز به نام اگریوپاس اشاره شده و می‌گویند او برای جشنواره زئوس به مدت ده سال به یک گرگ تبدیل شده بود و در پایان این ده سال در قامت یک مرد ظاهر و به رقابت دربازی‌های المپیک باستان پرداخته است.